# Kotlin (Powiat Jarociński)

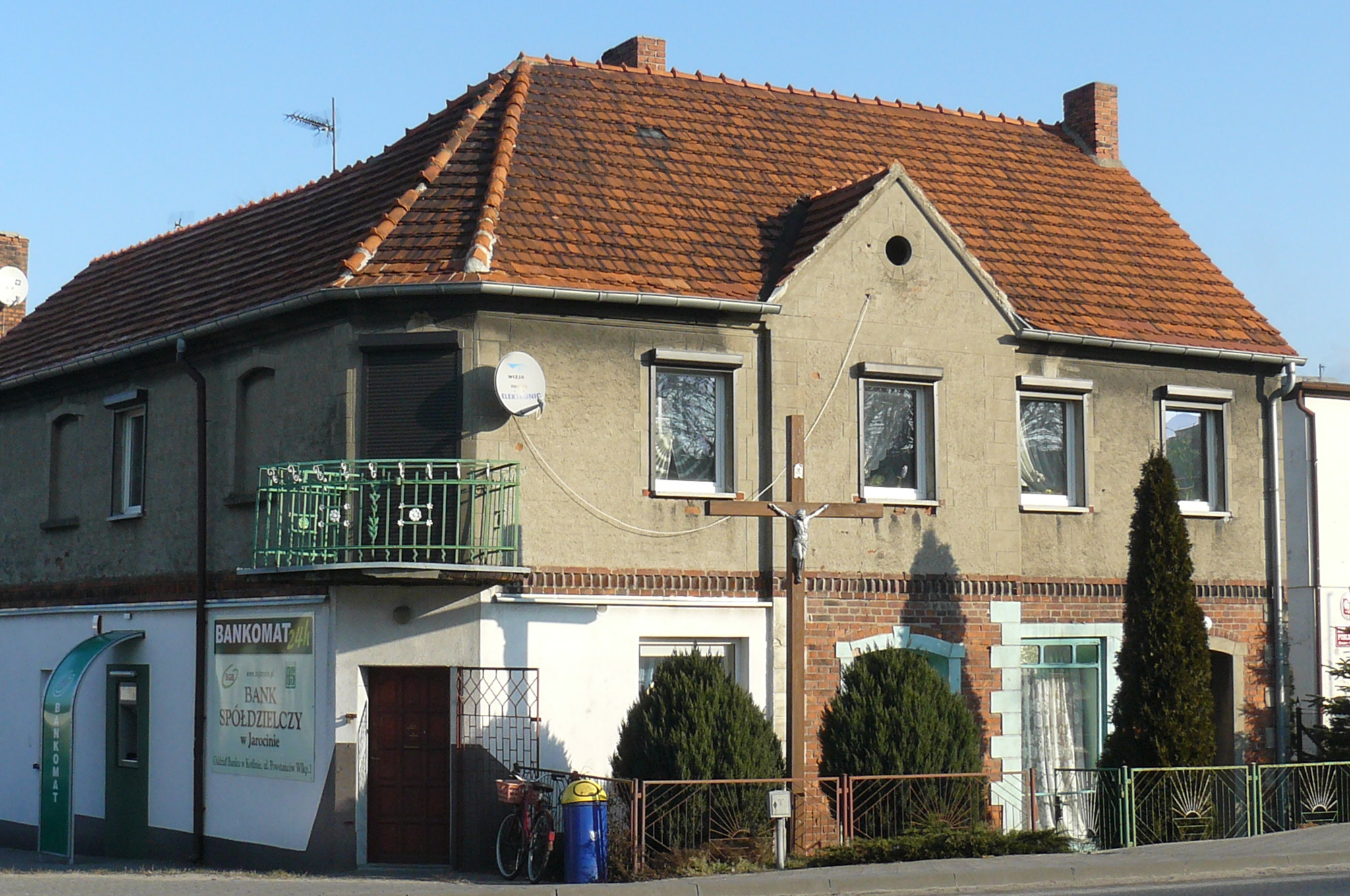
Altes Haus im Dorfzentrum

Kotlin ist ein Dorf  in der Gemeinde Kotlin in der Woiwodschaft Großpolen, in Polen. Der Ort liegt ca. 13 km südöstlich von Jarocin. Im Jahre 2021 hatte Kotlin 3270 Einwohner.

## Geschichte
Vor 1300 hatte der Ort die Stadtrechte. Sehenswert ist hier eine 1858 im neugotischen Stil erbaute Kirche.

## Wirtschaft
Das Dorf ist in Polen durch eine gleichnamige Nahrungsmittelfabrik bekannt.

## Weblink
- Information auf der Webseite  der Gemeinde Kotlin (polnisch)